# Erwin Janchen
Erwin Janchen-Michel Ritter von Westland, född 15 maj 1882 i Vöcklabruck, död 10 juli 1970 i Klosterneuburg, Wien, var en österrikisk botaniker.
Erwin Janchen blev filosofie doktor i Wien 1907 och extraordinarie professor där 1922. Han utgav arbeten över fanerogamernas systematik och fylogeni, såsom Die Cistaceen Östereich-Ungarns (i Mitteilungen des Naturwissenschaftlichen Vereines an der Universität Wien, 7, 1909), och över nordvästra Balkanhalvöns flora samt Richard Wettstein. Sein Leben und Wirken (1933). Erwin Janchen var tillsammans med Fritz Knoll redaktör för Österreichische (1943–1944 Wiener) botanische Zeitschrift 1934–1944.